# Leipziger Zeitung
Leipziger Zeitung – gazeta wychodząca od roku 1734 do 1921 w Lipsku. Powstała na bazie jednej z najstarszych gazet europejskich, Die Einkommende Zeitungen. LZ uchodziła za jedną z najlepszych i najdokładniejszych gazet swych czasów. Nie była jak np. wiedeńska Wiennerisches Diarium cienką broszurą lecz gazetą wielostronicową. 
Zlikwidowana w 1921 roku.

## Literatura
- Karl Schottenloher: Flugblatt und Zeitung. Ein Wegweiser durch das gedruckte Tagesschrifttum, Band 1: Von den Anfängen bis 1848, Berlin, Schmidt 1922. Neu herausgegeben, eingeleitet und ergänzt von J. Binkowski, München, Klinkhardt und Biermann 1985, ISBN 3-7814-0228-2
- Arnulf Kutsch, Johannes Weber: 350 Jahre Tageszeitung, Forschungen und Dokumente. Bremen 2002. Paperback, 220 Seiten.  ISBN 3-934686-06-0